# Boulevard Pasteur (Tanger)
Pour les articles homonymes, voir Boulevard Pasteur.
Le boulevard Pasteur de Tanger fait partie des axes principaux de la ville. On y trouve la synagogue Chaar Raphael et la terrasse des paresseux.

## Origine du nom
Le nom de la rue fait référence à Louis Pasteur, scientifique français, chimiste et physicien inventeur de la vaccination contre la rage et les maladies charbonneuses

## Intersections
- Rue Anoual
- Rue Khalid Ibn Oualid (piétonne)
- Rue Amr Al Bass (piétonne)
- Rue du prince Moulay Abdellah

Le boulevard Pasteur s'étend de la place de France au boulevard Mohammed-V.